# 日奈久町
日奈久町（ひなぐまち）は、熊本県葦北郡にあった町。現在の八代市日奈久町にあたる。
本項目においては、日奈久町が町制を施行する以前の日奈久村についても述べる。

## 地理
現在の八代市中南部に位置した町で、日奈久温泉で栄える観光街である。現在でも町内を通る国道3号を中心に宿場街を形成している。
- 山岳 : 櫛山、鳩山
- 河川 : 大坪川、流藻川

### 大字
以下は現在の地名である。
- 日奈久上西町
- 日奈久馬越町
- 日奈久大坪町
- 日奈久塩北町
- 日奈久塩南町
- 日奈久栄町
- 日奈久下西町
- 日奈久新開町
- 日奈久新田町
- 日奈久竹之内町
- 日奈久中西町
- 日奈久中町
- 日奈久浜町
- 日奈久東町
- 日奈久平成町
- 日奈久山下町

## 歴史
- 1889年（明治22年）4月1日 - 町村制の施行により、葦北郡日奈久町・千小田村・日奈久村から日奈久村が成立。
- 1902年（明治35年）4月1日 - 町制を施行して日奈久町となる。
- 1955年（昭和30年）4月1日 - 宮地村とともに八代市に編入。同日日奈久町廃止。

## 教育

### 小学校
- 日奈久町立日奈久小学校（現在の八代市立日奈久小学校）

### 中学校
- 日奈久町立日奈久中学校（現在の八代市立日奈久中学校）

## 交通

### 鉄道
- 日本国有鉄道
  - 鹿児島本線（現・肥薩おれんじ鉄道）
    - 日奈久駅

### 道路
- 国道3号
- 熊本県道258号田上日奈久線